# Jacek Ratajczak
Jacek Ratajczak (* 24. November 1986 in Warschau) ist ein polnischer Volleyballspieler.

## Karriere
Ratajczak wanderte 2002 mit seiner Familie in die Vereinigten Staaten aus. 2004 begann der Mittelblocker seine Karriere an der Bryant High School auf Long Island. Ab 2006 studierte er an der California State University, Northridge und spielte dort im Team der Matadors. 2009 und 2010 wurde er jeweils ins All-American-Team der besten US-Spieler gewählt. Ein Jahr später wurde Ratajczak, der neben der polnischen auch die US-amerikanische Staatsbürgerschaft besitzt, vom deutschen Bundesligisten VC Gotha verpflichtet.